# Гонсалес, Меранди
Меранди Гонсалес (исп. Merandy González, 9 октября 1995, Котуи) — доминиканский бейсболист, питчер команды МЛБ «Сан-Франциско Джайентс».

## Карьера
В 2013 году Гонсалес подписал контракт с «Нью-Йорк Метс» в статусе свободного агента. До 2017 года играл в фарм-клубах системы Метс. Во время выступлений за «Колумбию Файрфлайс» весной 2017 года признавался игроком месяца Южно-атлантической лиги.
28 июля 2017 года «Метс» обменяли Гонсалеса и Рикардо Сеспедеса в «Марлинс» на питчера Эй Джея Рамоса. Сезон 2017 года он доиграл в составе «Джупитер Хаммерхедс». После окончания чемпионата «Марлинс» включили Гонсалеса в расширенный состав команды.
19 апреля 2018 года он дебютировал в МЛБ. В регулярном чемпионате в 2018 году Меранди сыграл в восьми играх, одну из которых начал стартовым питчером. Всего он провёл на поле 22 иннинга с пропускаемостью 5,73. После завершения сезона Гонсалес был выставлен на драфт отказов. 2 марта 2019 года он перешёл в «Сан-Франциско Джайентс».